# Titularbistum Tamiathis
Tamiathis (ital.: Damiata) ist ein Titularbistum der römisch-katholischen Kirche, das bis 1925 Titularmetropolitanbistum war. 
Es geht zurück auf ein früheres Bistum der gleichnamigen antiken Stadt (später Damiette) in der römischen Provinz Aegyptus, Aegyptus Herculea bzw. in der Spätantike Augustamnica im östlichen Nildelta in Ägypten, das der Kirchenprovinz Pelusium angehörte.
| Titularbischöfe von Tamiathis |                                                                         | |                    |                    |
| Nr.                           | Name                                                                    | Amt | von                | bis                |
| 1                             | Bernardino Spada                                                        | Apostolischer Nuntius                                                                                              | 4. Dezember 1623   | 9. August 1627     |
| 2                             | Cesare Facchinetti                                                      | Apostolischer Nuntius                                                                                              | 5. September 1639  | 31. August 1643    |
| 3                             | Neri Corsini                                                            | Kurienerzbischof                                                                                                   | 12. August 1652    | 15. März 1666      |
| 4                             | Angelo Maria Ranuzzi                                                    | Apostolischer Nuntius                                                                                              | 30. April 1668     | 18. April 1678     |
| 5                             | Ercole Visconti                                                         | | 18. Juli 1678      |                    |
| 6                             | Marco Antonio Ansidei                                                   | | 12. Juni 1724      | 16. Dezember 1726  |
| 7                             | Raffaele Cosimo de’ Girolami                                            | | 8. März 1728       | 23. September 1743 |
| 8                             | Paul Alphéran de Bussan OSJer                                           | Bischof von Malta (Malta)                                                                                          | 19. September 1746 | 20. April 1757     |
| 9                             | Vincenzo Maria de Francisco e Galletti OP                               | emeritierter Bischof von Lipari (Italien)                                                                          | 19. Dezember 1757  | 19. Juli 1769      |
| 10                            | Bonaventura Prestandrea OFMConv                                         | emeritierter Bischof von Lipari (Italien)                                                                          | 18. Dezember 1769  | 21. Dezember 1777  |
| 11                            | Bartolomeo Pacca                                                        | Apostolischer Nuntius                                                                                              | 26. September 1785 | 23. Februar 1801   |
| 12                            | Giovanni Francesco Compagnoni Marefoschi                                | Apostolischer Nuntius                                                                                              | 29. April 1816     | 17. September 1820 |
| 13                            | Giacomo Sinibaldi                                                       | Präsident der Päpstlichen Diplomatenakademie                                                                       | 13. August 1821    | 27. Januar 1843    |
| 14                            | Vincenzo Gioacchino Raffaele Luigi Pecci                                | Apostolischer Nuntius                                                                                              | 27. Januar 1843    | 19. Januar 1846    |
| 15                            | Diego Planeta                                                           | emeritierter Erzbischof von Brindisi (Italien)                                                                     | 7. Januar 1850     | 5. Juni 1858       |
| 16                            | Luigi Oreglia di Santo Stefano                                          | Apostolischer Nuntius                                                                                              | 4. Mai 1866        | 16. Januar 1874    |
| 17                            | Eugène-Louis-Marie Lion OP                                              | Apostolischer Administrator von Bagdad (Irak) / Apostolischer Delegat in Mesopotamien, Kurdistan und Kleinarmenien | 3. März 1874       | 8. August 1883     |
| 18                            | Eugène Lachat CPpS                                                      | Apostolischer Administrator von Lugano (Schweiz)                                                                   | 23. März 1885      | 1. November 1886   |
| 19                            | Ignatius Camillus William Mary Peter Persico OFMCap                     | Kurienerzbischof                                                                                                   | 14. März 1887      | 19. Januar 1893    |
| 20                            | Andrea Aiuti Titularerzbischof pro hac vice                             | Apostolischer Nuntius                                                                                              | 12. Juni 1893      | 12. November 1903  |
| 21                            | Eduard Karl Borromäus Gaston Graf Pöttickh und Freiherr zu Pettenegg OT | | 14. November 1904  | 1. Oktober 1918    |
| 22                            | Sebastião Leite de Vasconcellos                                         | emeritierter Bischof von Beja (Portugal)                                                                           | 15. Dezember 1919  | 29. Januar 1923    |
| 23                            | Luigi Pellizzo Titularerzbischof pro hac vice                           | emeritierter Bischof von Padua (Italien)                                                                           | 24. März 1923      | 14. August 1936    |
| 24                            | Guglielmo Grassi                                                        | Abt der Kollegiatsbasilika San Barnaba in Marino (Italien)                                                         | 13. Januar 1937    | 14. September 1954 |
| 25                            | Eugenio Beitia Aldazabal                                                | Koadjutorbischof von Badajoz (Spanien)                                                                             | 30. Oktober 1954   | 27. Januar 1962    |
| 26                            | Marco Caliaro CS                                                        | Weihbischof in Sabina und Poggio Mirteto (Italien)                                                                 | 10. Februar 1962   | 23. Mai 1962       |
| 27                            | Antonio Cece                                                            | Koadjutorbischof von Aversa (Italien)                                                                              | 6. August 1962     | 31. März 1966      |